# マルリーン・フェルトハイス
マルリーン・フェルトハイス（Marleen Veldhuis、1979年6月29日 - ）は、オランダの元競泳選手。
4つの種目（個人種目1種目とリレー種目3種目）で世界記録を樹立した。フェルトハイスは、世界選手権で8個の金メダル、ヨーロッパ選手権で20個の金メダルを獲得した。